# Fabio Felline
Fabio Felline (Torino, 29 marzo 1990) è un ex ciclista su strada italiano.
Specialista delle classiche, professionista dal 2010, ha vinto la classifica a punti alla Vuelta a España 2016.

## Carriera

### Gli esordi e i primi anni da professionista
Plurivittorioso tra gli Allievi con la maglia della Ciclistica Rostese, nella categoria Juniores è attivo con il Pedale Castanese Rostese diretto da Marco Della Vedova. Si mette in evidenza soprattutto al secondo anno da Junior, nel 2008, con il successo alla Tre Giorni Orobica, il settimo posto nella prova in linea di categoria ai Mondiali di Città del Capo e il premio Oscar TuttoBici ("Gran Premio Liquigas") di categoria.
Dopo aver gareggiato per una sola stagione, il 2009, tra i Dilettanti Elite/Under-23 con l'U.C. Bergamasca 1902 (due vittorie all'attivo), passa professionista all'inizio del 2010 con la Footon-Servetto, squadra ProTour diretta da Mauro Gianetti. Nello stesso anno vince due tappe e la classifica finale del Circuit de Lorraine. Dopo essersi classificato decimo al E3 Prijs Vlaanderen, partecipa al Tour de Romandie, finendo quinto nella classifica dei giovani, e al Tour de France, ritirandosi al termine dell'ottava tappa a causa di una caduta. Nel 2011, in maglia Geox-TMC (ex Footon-Servetto), si aggiudica in volata la tappa di Brescia al Brixia Tour.

### 2012-2013: il biennio all'Androni
Per il 2012 firma un contratto con il team Androni Giocattoli-Venezuela diretto da Gianni Savio: il primo successo con la nuova divisa arriva in aprile, al Giro dell'Appennino. Partecipa al Giro 2012 ottenendo un secondo posto nella nona frazione da San Giorgio del Sannio a Frosinone. Viene convocato a giugno dal C.T. Paolo Bettini per un raduno di tre giorni a Levico Terme dal 19 al 21 per preparare le olimpiadi e il mondiale; partecipa alla prova iridata Under-23 dopo aver vinto, una settimana prima, il Memorial Marco Pantani.
Nella stagione 2013 continua a difendere i colori della Androni Giocattoli-Venezuela, vincendo la prima tappa della Settimana Coppi e Bartali, e una tappa del Giro di Slovenia. Al termine della stagione Felline decide di cambiare maglia andando a correre nella formazione statunitense Trek Factory Racing.

### 2014-2019: i successi in maglia Trek
Il 2014 è un anno sfortunato per il piemontese: per la prima stagione in carriera non riesce infatti a centrare vittorie, dovendosi accontentare solamente di piazzamenti anche a causa di tante cadute che condizionano il suo rendimento. Torna al successo nel 2015: conquista infatti una tappa al Critérium International in Corsica, una tappa alla Vuelta al País Vasco e, in chiusura di stagione, il Grand Prix de Fourmies. Le prestazioni estive (tra cui spicca anche il quinto posto all'Eneco Tour) gli valgono la convocazione in Nazionale per la prova in linea dei Mondiali di Richmond.
Nel 2016 si infortuna gravemente all'Amstel Gold Race: durante il tratto di trasferimento, a causa di una manovra sbagliata, si ribalta procurandosi una frattura alla base del cranio che richiede un intervento chirurgico e lunghi tempi di recupero. Rientra ai campionati italiani e poi si piazza secondo al Tour de Pologne, alle spalle di Tim Wellens. Successivamente partecipa alla Vuelta a España. Non riesce a vincere tappe ma si piazza ripetutamente tra i primi 10, su tutti i tipi di terreni: grazie a questa continuità di risultati si aggiudica la maglia verde della classifica a punti precedendo Nairo Quintana di 3 lunghezze.
Inizia la stagione 2017 imponendosi in solitaria nel Trofeo Laigueglia, dopo una fuga di una quindicina di km cominciata in un tratto in salita, successivamente si comporta bene alle classiche del Nord, piazzandosi diciannovesimo al Giro delle Fiandre e sedicesimo alla Liegi-Bastogne-Liegi. Due giorni dopo la Liegi vince il prologo del Tour de Romandie, una cronometro individuale di 4,8 km, con 2" su Alex Dowsett, dedicando il successo anche alla memoria di Michele Scarponi. Conserva il primato in classifica fino al termine della terza tappa, perdendolo poi sull'arrivo in salita di Leysin vinto da Adam Yates. Si difende bene sia in quella che nella successiva, a cronometro, di Losanna tanto da concludere al quarto posto la classifica finale a 51" dal vincitore Richie Porte.

## Palmarès
- 2007 (Juniores)

Giro della Castellania del Lago d'Orta
- 2008 (Juniores)

3ª tappa Tre Giorni Orobica (Endine Gaiano > Bossico)
Classifica generale Tre Giorni Orobica
- 2009 (UC Bergamasca-Colpack-De Nardi Under-23, due vittorie)

4ª tappa Giro delle Valli Cuneesi (Savigliano > Colle del Preit)
Medaglia d'Oro Consorzio Marmisti della Valpantena
- 2010 (Footon-Servetto, tre vittorie)

2ª tappa Circuit de Lorraine (Pagny-sur-Moselle > Chantraine)
3ª tappa Circuit de Lorraine (Raon-l'Étape > Saint-Avold)
Classifica generale Circuit de Lorraine
- 2011 (Geox-TMC, una vittoria)

2ª tappa, 1ª semitappa Brixia Tour (Pisogne > Brescia)
- 2012 (Androni Giocattoli-Venezuela, due vittorie)

Giro dell'Appennino
Memorial Marco Pantani
- 2013 (Androni Giocattoli-Venezuela, due vittorie)

1ª tappa, 1ª semitappa Settimana Internazionale di Coppi e Bartali (Gatteo)
2ª tappa Giro di Slovenia (Kočevje > Visnja Gora)
- 2015 (Trek Factory Racing, tre vittorie)

2ª tappa Critérium International (Porto Vecchio)
2ª tappa Vuelta al País Vasco (Bilbao > Vitoria)
Grand Prix de Fourmies
- 2017 (Trek-Segafredo, due vittorie)

Trofeo Laigueglia
Prologo Giro di Romandia (Aigle, cronometro)
- 2020 (Astana Pro Team, una vittoria)

Memorial Marco Pantani

### Altri successi
- 2008 (Juniores)

Classifica a punti Tre Giorni Orobica
- 2010 (Footon-Servetto)

Classifica giovani Circuit de Lorraine
Classifica a punti Circuit de Lorraine
- 2015 (Trek Factory Racing)

Classifica a punti Critérium International
- 2016 (Trek Factory Racing)

Classifica a punti Vuelta a España

## Piazzamenti

### Grandi Giri
- Giro d'Italia

2012: 50º
2013: 43º
2014: 96º
2015: 32º
2020: 25º
2021: non partito (20ª tappa)
2022: 41º
- Tour de France

2010: non partito (9ª tappa)
2017: ritirato (14ª tappa)
2019: 65º
2022: ritirato (17ª tappa)
- Vuelta a España

2014: 105º
2016: 25º
2018: 61º
2023: 76º

### Classiche monumento
- Milano-Sanremo

2011: ritirato
2013: 55º
2014: 20º
2015: 26º
2016: 51º
2017: 58º
2018: 46º
2021: 46º
2022: 47º
- Giro delle Fiandre

2010: ritirato
2017: 19º
- Liegi-Bastogne-Liegi

2014: 60º
2015: 55º
2017: 16º
2019: ritirato
2022: ritirato
- Giro di Lombardia

2011: 22º
2012: ritirato
2013: ritirato
2014: ritirato
2015: 50º
2016: ritirato
2021: ritirato
2023: 112º

### Competizioni mondiali
- Campionati del mondo

Città del Capo 2008 - In linea Juniors: 7º
Limburgo 2012 - In linea Under-23: 39º
Richmond 2015 - Cronosquadre: 10º
Richmond 2015 - In linea Elite: 84º
Innsbruck 2018 - Cronosquadre: 7º
Innsbruck 2018 - Cronometro Elite: 30º

### Competizioni europee
- Campionati europei

Verbania 2008 - In linea Juniores: 20°
Plumelec 2016 - Cronometro Elite: 25°

## Riconoscimenti
- Oscar TuttoBici Juniores nel 2008.[3]